# Krknata
Krknata je nenaseljeni otočić u hrvatskom dijelu Jadranskog mora.
Njegova površina iznosi 0,392 km². Dužina obalne crte iznosi 3,44 km.